# Pieter-Jan Belder
Pieter-Jan Belder /ˈpiːtər jɑn ˈbɛɫdər/ (Capelle aan den IJssel, 19 gennaio 1966) è un clavicembalista, pianista e flautista olandese.

## Vita
Pieter-Jan Belder ha studiato flauto con Ricardo Kanji all'Aia e clavicembalo con Bob van Asperen ad Amsterdam presso il  Sweelinck Conservatorium. Al termine degli studi, nell'anno 1990 ha iniziato la sua carriera come pianista di concerto e clavicembalista. Nell'anno 2000 ha vinto la gara dedicata a Bach che si tiene a Lipsia proprio con un'esibizione al clavicembalo.   
Belder ha inoltre partecipato, per l'etichetta discografica Brilliant Classics, alla registrazione completa di tutte le opere di Johann Sebastian Bach. Per la stessa casa discografica ha inciso l'edizione integrale delle 555 Sonate di Domenico Scarlatti.
Sono state favorevolmente accolte dalla critica le sue Variazioni Goldberg, registrate su un clavicembalo Ruckers della scuola fiamminga, accordato a 392 Hz.